# Бертхолд Райсенсбургски
Бертхолд (Перхолд) Райсенсбургски (на немски: Berthold (Perchtold) von Reisensburg, * 930, † 999) от род Луитполдинги е пфалцграф в Бавария през 955 – 976 г., граф на Гайзенфелд и Васербург.

## Биография
Той е единственият син на пфалцграф Арнулф II от Бавария.
През 953/954 г. Бертхолд участва във въстанието на баща си и швабския херцог Лиудолф срещу Ото I и след потушаването му през 955 г. кралят го прогонва в Райзенсбург, собственост на майка му. След смъртта на Ото I той помага на братовчед си Хайнрих II от Бавария в заговора му срещу Ото II.

## Фамилия
Сключва брак с жена, чието име остава неизвестно на историците, и вероятно има син:
- Фридрих I (пр. 1020 г. в Йерусалим и погребан там), граф на Андекс, родоначалник на графовете на Дисен